# Phidiana lynceus
Phidiana lynceus är en snäckart som beskrevs av Bergh 1867. Phidiana lynceus ingår i släktet Phidiana och familjen Facelinidae. Inga underarter finns listade i Catalogue of Life.